# Истакуль
Истакуль (дари اسکتول) — кишлак на северо-востоке Афганистана, в вилаяте (провинции) Бадахшан. Входит в состав района Зебак.

## Географическое положение
Истакуль расположен на юго-востоке Бадахшана, в высокогорной местности, в левобережной части долины реки Санглич, на расстоянии приблизительно 96 километров к юго-востоку от города Файзабада, административного центра вилаята. Абсолютная высота — 2841 метр над уровнем моря. Ближайшие населённые пункты — кишлак Парух (ниже по течению Санглича), кишлак Санглич (выше по течению Санглича).

## Население
Языком большинства населения Истакуля является сангличский, который относится к группе памирских языков.

## Экономика
Главной отраслью экономики является сельское хозяйство. Основные культуры, выращиваемые на окрестных полях — пшеница и кукуруза.